# Sándor Wladár

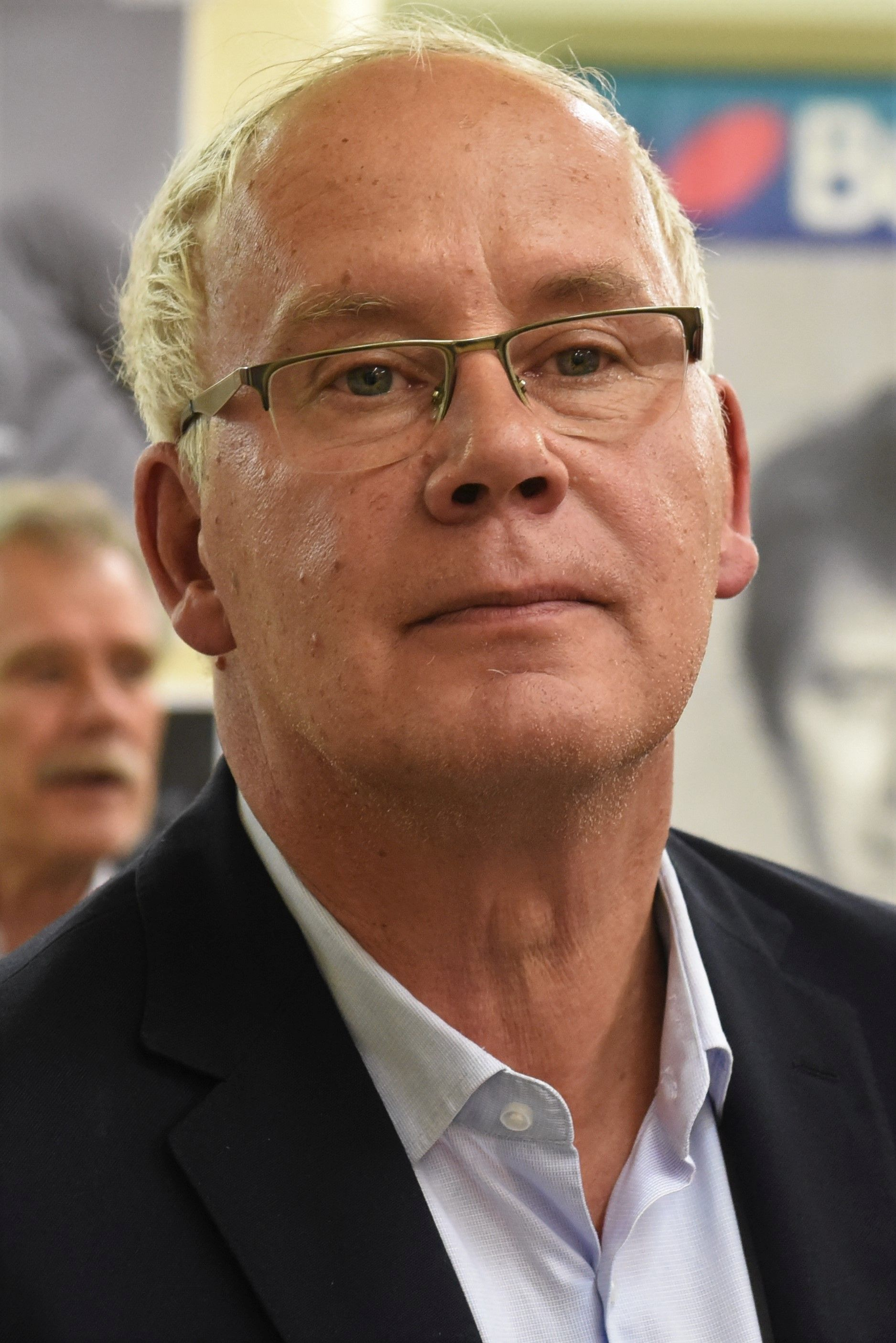
Sándor Wladár, 2021

Sándor Wladár [ˈʃaːndor ˈvlɒdaːr] (* 19. Juli 1963 in Budapest) ist ein ehemaliger ungarischer Schwimmer.
Er wurde bei den Olympischen Spielen 1980 in Moskau Olympiasieger über 200 m Rücken. Außerdem wurde er 1981 Europameister über 100 m und 200 m Rücken. In den Jahren 1985 bis 1987 war er zudem als Wasserballspieler aktiv.
Im Jahr 1981 wurde er zu Europas Schwimmer des Jahres gewählt. Außerdem wurde er im gleichen Jahr Ungarns Sportler des Jahres.